# Sao Mai điểm hẹn 2004
Sao Mai điểm hẹn 2004 là cuộc thi âm nhạc được coi là phần nối tiếp cuộc thi Sao Mai 2003 do Đài Truyền hình Việt Nam sáng lập và dàn dựng bởi Đông Tây Promotion cùng sự hỗ trợ của báo VietNamNet.
Đây là lần đầu tiên cuộc thi Sao Mai điểm hẹn được tổ chức. Cuộc thi này có sự khác biệt với Sao Mai khi hầu như kết quả phụ thuộc vào bình chọn từ khán giả và cuộc thi này còn huấn luyện kỹ năng, xây dựng hình ảnh cho các thí sinh là các ca sĩ nghiệp dư đã có một vài thành công trong sự nghiệp. Đây là cơ hội cho các ca sĩ trẻ được thể hiện bản thân với những dòng nhạc mà không có trong cuộc thi Sao Mai.

## Sản xuất
Vòng 1 (vòng sơ khảo) có 600 thí sinh tham gia, kết thúc ngày 23 tháng 6 năm 2004, cuối cùng chọn ra 12 thí sinh xuất sắc nhất vào các vòng thi chính.

### Thể lệ ban đầu
Các vòng chính diễn ra trong 10 tuần tại Thành phố Hồ Chí Minh. Vòng 2 hay vòng chung kết 1 diễn ra trong 5 tuần đầu từ ngày 10 tháng 7 đến ngày 7 tháng 8 năm 2004, vòng 3 hay vòng chung kết 2 diễn ra trong 4 tuần tiếp theo với 7 thí sinh, gồm 5 thí sinh do hội đồng nghệ thuật bình chọn và 2 thí sinh do khán giả bình chọn. Cuối cùng là đêm chung kết sẽ còn lại 2 thí sinh do Ban giám khảo bình chọn cùng với 1 thí sinh do khán giả bình chọn. Kết quả của vòng 3 và các buổi thi trước không ảnh hưởng đến kết quả của đêm chung kết, nên dù thí sinh chiến thắng nhiều buổi thi trước cũng có thể không phải là người chiến thắng chung cuộc. Đêm chung kết dự định tổ chức tại Nha Trang tối 11 tháng 9 năm 2004
Trong quá trình tổ chức, thể lệ một số vòng thi và buổi thi liên tục thay đổi.

### Giải thưởng và quyền lợi cho các thí sinh
Mỗi tuần sẽ diễn ra một buổi thi (show) vào tối thứ bảy được truyền hình trực tiếp trên kênh VTV3. Trong 5 tuần đầu, hội đồng nghệ thuật và cố vấn nghệ thuật sẽ chọn bài thi phù hợp với từng thí sinh. Ngoài tiền thưởng, thí sinh đạt giải cao nhất còn nhận được học bổng ngắn hạn, bộ môn Nghệ thuật biểu diễn tại Trường nhạc Berklee ở Boston.
Khi tham gia cuộc thi, các thí sinh vào vòng 2 đã ký hợp đồng với VTV, theo đó họ sẽ được tham gia các chương trình của VTV sau khi Sao Mai điểm hẹn kết thúc, nhưng không được ký hợp đồng độc quyền với bất kỳ cá nhân hay công ty nào khác. Sau vòng chung kết 1, với trường hợp rút lui của Cao Thái Sơn, hợp đồng được đổi thành thỏa thuận và phần nội dung "độc quyền" được sửa đổi, các thí sinh được ký kết hợp đồng với các cá nhân hoặc công ty khác ngoài VTV.

### Thông tin
Ngoài các nguồn tin được đăng tải trên trang chủ của Đông Tây Promotions, phần bình chọn và nhiều thông tin bên lề của cuộc thi cũng được đăng tải trên trang thông tin chính thức mà Báo Điện tử VietNamNet dành riêng cho cuộc thi Sao Mai. Khán giả bình chọn  ca sĩ mình yêu thích qua website của công ty Đông Tây, báo Vietnam Net và tổng đài điện thoại.

## Thí sinh và ban tổ chức

### Thí sinh
12 thí sinh vào vòng chung kết gồm 10 thí sinh vượt qua vòng sơ khảo cùng hai thí sinh đặc cách từ cuộc thi Sao Mai 2003 là Phạm Ngọc Khuê và Đặng Trần Vi Thảo.
| Thí sinh          | Năm sinh | Cư trú          | Thành tích nổi bật | Chú thích |
| ----------------- | -------- | --------------- | --- | --------- |
| Nguyễn Tùng Dương | 1983     | Hà Nội          | - 1995 Huy chương Bạc - Giọng hát hay Phát thanh Truyền hình Toàn quốc - 2003 Giải nhất Giọng hát hay Hà Nội | [ 12 ]    |
| Nguyễn Mỹ Dung    | 1982     | Hải Phòng       | Vượt qua vòng loại |           |
| Nguyễn Hồng Nhung | 1981     | Hà Nội          | Vượt qua vòng loại |           |
| Cao Thái Sơn      | 1985     | Hà Nội          | Vượt qua vòng loại |           |
| Nguyễn Phương Anh | 1982     | Hải Phòng       | - Huy chương vàng Tiếng hát học sinh sinh viên chuyên nghiệp Toàn quốc (2003) - 2 Giải nhì: Tiếng hát truyền hình Hải Phòng (2001); Tiếng hát truyền hình Hà Nội (2002)                                                        | [ 13 ]    |
| Nguyễn Liên Hương | 1979     | Quảng Ninh      | Vượt qua vòng loại |           |
| Kasim Hoàng Vũ    | 1979     | Đà Nẵng         | - 2 Huy chương vàng Liên hoan tiếng hát miền Trung và Tây Nguyên (1995-1998) - Giải nhất Liên hoan tiếng hát truyền hình Hà Nội (1998) - Huy chương vàng Liên hoan Tiếng hát Sinh viên học sinh chuyên nghiệp toàn quốc (1999) | [ 14 ]    |
| Thái Thùy Linh    | 1980     | Tp. Hồ Chí Minh | 2 giải tư: Tiếng hát Truyền hình Hà Nội và Tiếng hát Truyền hình Thành phố Hồ Chí Minh | [ 15 ]    |
| Lưu Hương Giang   | 1983     | Nam Định        | Vượt qua vòng loại |           |
| Phạm Ngọc Khuê    | 1983     | Hà Nội          | Giải nhì Sao Mai 2003 |           |
| Đặng Trần Vi Thảo | 1981     | Quảng Nam       | - Huy chương vạc Giọng hát hay Đà Nẵng (1998) - Huy chương vàng Liên hoan Tiếng hát miền Trung và Tây Nguyên (1998) | [ 16 ]    |
| Nguyễn Ngọc Dung  | 1982     | Hải Phòng       | Vượt qua vòng loại |           |

### Đội ngũ nghệ thuật
Từ ngày 2 tháng 7 năm 2004, ca sĩ Saovanit Navapan cùng các chuyên gia của GMM Grammy sang Việt Nam hỗ trợ đào tạo thí sinh. Các chuyên gia Thái Lan đảm nhận việc huấn luyện vũ đạo, tâm lý, phong cách biểu diễn và tư vấn về trang phục cũng như trang điểm. Trong khi các chuyên gia Việt Nam đảm nhận giúp thí sinh chọn bài, tập luyện thanh nhạc.
Các cố vấn nghệ thuật Đỗ Bảo, Phú Quang, Bảo Phúc, Tuấn Khanh là những người chọn lựa và phê duyệt ca khúc cho các thí sinh. Hội đồng nghệ thuật có vai trò thay thế Ban giám khảo, họ sẽ chỉ có 30 giây đưa ra nhận xét và góp ý cho các thí sinh và chọn ra thí sinh vào vòng trong; cuộc thi không có cơ cấu chấm điểm. Hội đồng nghệ thuật ban đầu gồm nhà thơ Đỗ Trung Quân, nhạc sĩ Bảo Phúc và nhạc sĩ Tuấn Khanh.
Trong buổi thi đầu tiên, giám khảo Đỗ Trung Quân khiến khán giả có những phản ứng mạnh khi có nhận xét thô, thậm chí bị cho là thiếu văn hóa. Đỗ Trung Quân đã bình phẩm bộ đồ quần jeans bó sát, áo đen, giày boot của Lưu Hương Giang là giống "nữ tu sĩ", vị "giám khảo" này góp ý cho thí sinh nên mặc "mát mẻ" hơn trong các buổi thi sau. Thứ trưởng Bộ Văn hóa, Thể thao và Du lịch ông Lê Tiến Thọ gửi công văn yêu cầu VTV rút kinh nghiệm và phê bình Ban tổ chức cuộc thi vì để xảy ra lùm xùm cũng như đã chọn thành viên Hội đồng nghệ thuật không đúng xuyên môn (một nhà thơ cho chương trình âm nhạc).
Ban tổ chức cuộc thi sau đó lên kế hoạch tìm thành viên giám khảo mới, thậm chí còn có dự định lập nhiều ê-kip Hội đồng nghệ thuật để thay phiên chấm điểm các buổi thi. Ban Tổ chức cùng Hội nhạc sĩ Việt Nam cùng đề cử các nhạc sĩ có tên tuổi vào chỗ trống. Trướ búa rìu dư luận, nhà thơ Đỗ Trung Quân đã có gửi lời xin lỗi tới khán giả và chấp nhận chịu mọi trách nhiệm với những lời đã nói ra.
Trong giới nhạc sĩ có những ý kiến trái chiều về Sao Mai điểm hẹn, có người đánh giá thấp và cho rằng nó là một trò chơi truyền hình hơn là một một cuộc thi chuyên môn. Một số nhạc sĩ đã từ chối lời mời vào Hội đồng nghệ thuật. Người tạm thời thế chỗ nhà thơ Đỗ Trung Quân trong buổi thi thứ hai nhạc sĩ Trần Tiến và buổi thi thứ ba là NSND Trần Hiếu. Từ buổi thi thứ tư vị trí này được thay thế và cố định bởi nghệ sĩ Quang Lý.

### Ban tổ chức và đội ngũ kỹ thuật
Trưởng Ban tổ chức cuộc thi: Trần Đăng Tuấn - Phó Tổng giám đốc Đài Truyền hình Việt Nam
Phó trưởng Ban tổ chức: Trịnh Lê Văn
Tổng đạo diễn: Lê Huyền Thanh
Đạo diễn nghệ thuật: Việt Tú
Thiết kế sân khấu: Phạm Việt Thanh
Dàn nhạc: Ban nhạc Điểm hẹn (trưởng nhóm: Minh Hiển - guitar bass; Minh Quân - piano; Tâm Vinh - Keyboard; Thanh Sơn - guitar và 4 thành viên khác)
Chuyên gia thanh nhạc: Saovanit Navapan
Chuyên gia thời trang: Jintapat Kuanswang
Trợ lý giám đốc: Varavuthi Bulakul
Trợ lý thời trang: Salarin Krithong
Chuyên gia về trình diễn sân khấu: Montree Sriwihok.
Phục trang: Văn Thành Công
Ánh sáng: nhiếp ảnh gia Đoàn Minh Tuấn , Dũng Matrtin
Đạo diễn hình ảnh: Thành Long
Dẫn chương trình Ngọc Linh tuần 1,2,5,6,7,8,9 và Anh Tuấn tuần 3,4

## Vòng 2 / Vòng chung kết 1
Vòng 2 (hoặc vòng chung kết 1) bắt đầu từ ngày 10 tháng 7 đến ngày 7 tháng 8 năm 2004. Vòng này gồm 5 show (buổi thi) được tổ chức vào các tối thứ bảy với, trong đó có 4 show thi và 1 show tổng kết. Mỗi show thi sẽ tập trung vào 1 đến 2 thể loại âm nhạc, mỗi thí sinh có 3 phút biểu diễn. Trước mỗi show, các thí sinh có 5 ngày để tập luyện, ban tổ chức sẽ chọn bài, các chuyên gia giúp đỡ thí sinh chuẩn bị cho bài diễn, buổi tập duyệt diễn ra vào thứ sáu hằng tuần.
Sau 4 show đầu vòng 1, nhạc sĩ Bảo Phúc nhận xét Cao Thái Sơn là thí sinh có nhiều tiến bộ nhất, tuy nhiên anh lại rút lui khỏi cuộc thi sớm.

### Show 1 / tuần 1
Show 1 được tổ chức đêm ngày 10 tháng 7 năm 2004 tại Nhà thi đấu Maximark, quận Tân Bình, Thành phố Hồ Chí Minh và được VTV3 truyền hình trực tiếp. Buổi thi này không ấn định thể loại nhạc nào, các thí sinh được tự do lựa chọn thể loại theo sở trường. Đây là show duy nhất các thí sinh được ban tổ chức gọi lên ngẫu nhiên, lần lượt gồm: Nguyễn Hồng Nhung, Kasim Hoàng Vũ, Nguyễn Mỹ Dung, Ngọc Khuê, Lưu Hương Giang, Cao Thái Sơn, Nguyễn Liên Hương, Đặng Trần Vi Thảo, Nguyễn Tùng, Thái Thùy Linh, Nguyễn Phương Anh, Nguyễn Ngọc Dung. Tùng Dương trở thành thí sinh được khán giả bình chọn nhiều nhất buổi thi với ca khúc chưa từng được công bố của Lê Minh Sơn là "Ôi, quê tôi" anh có được 242 phiếu. Bốn thí sinh còn lại gồm Phạm Ngọc Khuê - 190 phiếu, Nguyễn Hồng Nhung - 126 phiếu, Kasim Hoàng Vũ - 116 phiếu, Cao Thái Sơn - 84 phiếu.
| SBD | Thí sinh          | Ca khúc                        | Sáng tác    | Chú thích          |
| --- | ----------------- | ------------------------------ | ----------- | ------------------ |
| 01  | Nguyễn Mỹ Dung    | Đêm lao xao                    | Tường Văn   | [ 6 ] [ 7 ] [ 46 ] |
| 02  | Nguyễn Hồng Nhung | Cho nhau một nụ cười           |             | [ 6 ] [ 7 ] [ 46 ] |
| 03  | Lưu Hương Giang   | Ngôi sao cô đơn                |             | [ 6 ] [ 7 ] [ 46 ] |
| 04  | Nguyễn Tùng Dương | Ôi quê tôi                     | Lê Minh Sơn | [ 6 ] [ 7 ] [ 46 ] |
| 05  | Nguyễn Ngọc Dung  | Phố một mình                   |             | [ 6 ] [ 7 ] [ 46 ] |
| 06  | Nguyễn Liên Hương | Nhịp chiêng buôn Cơ Siêng      |             | [ 6 ] [ 7 ] [ 46 ] |
| 07  | Kasim Hoàng Vũ    | Đi tìm lời ru nữ thần mặt trời | Y Phôn Ksor | [ 6 ] [ 7 ] [ 46 ] |
| 08  | Nguyễn Phương Anh | Thành phố vắng anh             |             | [ 6 ] [ 7 ] [ 46 ] |
| 09  | Thái Thùy Linh    | Ta yêu nhau từ Buôn Ma Thuột   |             | [ 6 ] [ 7 ] [ 46 ] |
| 10  | Phạm Ngọc Khuê    | Cặp ba lá                      | Lê Minh Sơn | [ 6 ] [ 7 ] [ 46 ] |
| 11  | Cao Thái Sơn      | Bức thư tình đầu tiên          | Đỗ Bảo      | [ 6 ] [ 7 ] [ 46 ] |
| 12  | Đặng Trần Vi Thảo | Đâu phải bởi mùa Thu           | Phú Quang   | [ 6 ] [ 7 ] [ 46 ] |

     Thí sinh có số lượng bình chọn CAO nhất tuần qua tổng đài điện thoại

### Show 2  / tuần 2
Show 2 được tổ chức đêm 17 tháng 7 năm 2004, thể loại nhạc của đêm thi này là Pop, từ buổi thi này các thí sinh được gọi lên biểu diễn theo trình tự định trước. Sau sự cố về lời nhận xét của giám khảo trong đêm thi thứ nhất, Hội nhạc sĩ Việt Nam được ban tổ chức nhờ tìm người thay thế nhà thơ Đỗ Trung Quân. Nhạc sĩ Trần Tiến là người được chọn vào vị trí, các nhạc sĩ được đề cử trước đó là  Tôn Thất Lập, Thanh Tùng và Vũ Hoàng. Một sự cố nhỏ xảy ra khi người dẫn chương trình Ngọc Linh đọc sai số báo danh của thí sinh Thái Thùy Linh. Trong lần đầu làm hội đồng nghệ thuật cho chương trình, nhạc sĩ Trần Tiến đã động viên các thí sinh thay đổi phong cách chào khán giả.
| SBD | Thí sinh          | Ca khúc                       | Tác giả          | Chú thích |
| --- | ----------------- | ----------------------------- | ---------------- | --------- |
| 01  | Nguyễn Mỹ Dung    | Hương Ngọc Lan                | Anh Quân         |           |
| 02  | Nguyễn Hồng Nhung | Người là ánh sáng của đời tôi |                  |           |
| 03  | Lưu Hương Giang   | Nếu tôi được trở lại          |                  |           |
| 04  | Nguyễn Tùng Dương | Đến bên em dịu dàng           |                  |           |
| 05  | Nguyễn Ngọc Dung  | Biển khát                     | Trương Ngọc Ninh |           |
| 06  | Nguyễn Liên Hương | Hãy đến với anh /em           |                  |           |
| 07  | Kasim Hoàng Vũ    | Bóng em (Nguyễn Đức)          |                  |           |
| 08  | Nguyễn Phương Anh | Như chưa bắt đầu              | Đức Trí          |           |
| 09  | Thái Thùy Linh    | Vùng trời bình yên            | Phạm Hữu Tâm     |           |
| 10  | Phạm Ngọc Khuê    | Người ở đừng về               | Lê Minh Sơn      |           |
| 11  | Cao Thái Sơn      | Vô tình                       |                  |           |
| 12  | Đặng Trần Vi Thảo |                               |                  |           |

### Show 3 /tuần 3
Show 3 diễn ra tối 24 tháng 7 năm 2004 với thể loại Rock, giám khảo thế chỗ Trần Tiến là NSND Trần Hiếu. Cả Lưu Hương Giang, Thái Thùy Linh, Phương Anh hay Cao Thái Sơn đều đạt yêu cầu trong phần trình bày Rock - Dance của mình. Kasim Hoàng Vũ là thí sinh thể hiện xuất sắc nhất buổi thi này. Ban đầu Lưu Hương Giang chọn Cô đơn mình em của nhạc sĩ Phương Uyên, nhưng đến gần ngày chuẩn bị diễn khi hỏi lại ca sĩ Thanh Thảo - người đã mua độc quyền ca khúc đó để xin ý kiến nhưng không được sự đồng ý nên phải đổi ca khúc khác.
| SBD | Thí sinh          | Ca khúc                | Tác giả     | Chú thích                   |
| --- | ----------------- | ---------------------- | ----------- | --------------------------- |
| 01  | Nguyễn Mỹ Dung    |                        |             | [ 29 ] [ 42 ] [ 48 ] [ 49 ] |
| 02  | Nguyễn Hồng Nhung | Những phút giây qua    | Quốc Trường | [ 29 ] [ 42 ] [ 48 ] [ 49 ] |
| 03  | Lưu Hương Giang   | Biển tình yêu          | Nguyễn Đạt  | [ 29 ] [ 42 ] [ 48 ] [ 49 ] |
| 04  | Nguyễn Tùng Dương | Lửa mắt em             |             | [ 29 ] [ 42 ] [ 48 ] [ 49 ] |
| 05  | Nguyễn Ngọc Dung  | Rock buồn              | Phú Quang   | [ 29 ] [ 42 ] [ 48 ] [ 49 ] |
| 06  | Nguyễn Liên Hương | Ra khơi                | Đức Trịnh   | [ 29 ] [ 42 ] [ 48 ] [ 49 ] |
| 07  | Kasim Hoàng Vũ    | Ngọn lửa cao nguyên    | Trần Tiến   | [ 29 ] [ 42 ] [ 48 ] [ 49 ] |
| 08  | Nguyễn Phương Anh |                        |             | [ 29 ] [ 42 ] [ 48 ] [ 49 ] |
| 09  | Thái Thùy Linh    |                        |             | [ 29 ] [ 42 ] [ 48 ] [ 49 ] |
| 10  | Phạm Ngọc Khuê    | Giọt sương trên mí mắt | Thanh Tùng  | [ 29 ] [ 42 ] [ 48 ] [ 49 ] |
| 11  | Cao Thái Sơn      | Nếu điều đó xảy ra     | Ngọc Châu   | [ 29 ] [ 42 ] [ 48 ] [ 49 ] |
| 12  | Đặng Trần Vi Thảo |                        |             | [ 29 ] [ 42 ] [ 48 ] [ 49 ] |

     Thí sinh có số lượng bình chọn CAO nhất tuần qua tổng đài điện thoại

### Show 4 / tuần 4
Show 4 diễn ra tối 31 tháng 7 năm 2004, các thí sinh được chọn lựa một trong các thể loại nhạc Hip hop và R'n'B. Các bài diễn trong buổi thi bị đánh giá là chưa hoàn chỉnh, các thí sinh không thể hiện tốt với hai thể loại nhạc của show. Hội đồng nghệ thuật của show gồm Nhạc sĩ Bảo Phúc, Nhạc sĩ Tuấn Khanh, NSƯT Quang Lý. Kasim Hoàng Vũ là thí sinh đươc khán giả bình chọn nhiều nhất show 4 với tỉ lệ 34.8% Biên tập viên Anh Tuấn là người dẫn chương trình.
| SBD | Thí sinh          | Show 4                | Tác giả           | Chú thích     |
| --- | ----------------- | --------------------- | ----------------- | ------------- |
| 01  | Nguyễn Mỹ Dung    | Yêu ai                | Nguyễn Ngọc Thiện | [ 53 ] [ 54 ] |
| 02  | Nguyễn Hồng Nhung | Xa cách               | Thanh Lam         | [ 53 ] [ 54 ] |
| 03  | Lưu Hương Giang   | Thu tình yêu          | Hà Thiên          | [ 53 ] [ 54 ] |
| 04  | Nguyễn Tùng Dương | Hồng môi              | Lê Minh Sơn       | [ 53 ] [ 54 ] |
| 05  | Nguyễn Ngọc Dung  | Hãy hát lên           | Vũ Quốc Việt      | [ 53 ] [ 54 ] |
| 06  | Nguyễn Liên Hương | Tình yêu không lời    | Thuận Yến         | [ 53 ] [ 54 ] |
| 07  | Kasim Hoàng Vũ    | Chuyện nhỏ            | Tuấn Khanh        | [ 53 ] [ 54 ] |
| 08  | Nguyễn Phương Anh | Ngày gió và cánh diều | Tuấn Khanh        | [ 53 ] [ 54 ] |
| 09  | Thái Thùy Linh    |                       |                   | [ 53 ] [ 54 ] |
| 10  | Phạm Ngọc Khuê    | Trái tim dại khờ      | Kim Tuấn          | [ 53 ] [ 54 ] |
| 11  | Cao Thái Sơn      | Tình mãi theo ta      | Lê Quang          | [ 53 ] [ 54 ] |
| 12  | Đặng Trần Vi Thảo | Chờ một tiếng yêu     | Lê Hựu Hà         | [ 53 ] [ 54 ] |

     Thí sinh có số lượng bình chọn CAO nhất tuần qua tổng đài điện thoại

### Show 5 / tuần 5
Được tổ chức tối ngày 7 tháng 8 năm 2004, đây được xem là một chương trình kỷ niệm cho các thí sinh với hình thức như một buổi biểu diễn chứ không còn là một buổi thi. Các thí sinh sẽ được lựa chọn hát song ca hoặc hát nhóm, không bắt buộc hát đơn như những buổi thi trước. Bắt đầu show, 12 thí sinh cùng thể hiện ca khúc Mặt trời dịu êm, tiếp đến là phần biểu diễn của các cặp/nhóm: Phương Anh - Thái Sơn, Tùng Dương, tứ ca: Kasim Hoàng Vũ - Vi Thảo - Lưu Thiên Hương và Ngọc Khuê,... Trong show này, kết quả của vòng 2 cũng được công bố.
| Biểu diễn         | Ca khúc          | Tác giả | Chú thích                  | Nguồn  |
| ----------------- | ---------------- | ------- | -------------------------- | ------ |
| Nguyễn Mỹ Dung    |                  |         |                            |        |
| Nguyễn Hồng Nhung |                  |         |                            |        |
| Lưu Hương Giang   |                  |         |                            |        |
| Nguyễn Tùng Dương |                  |         |                            |        |
| Nguyễn Ngọc Dung  |                  |         |                            |        |
| Nguyễn Liên Hương |                  |         |                            |        |
| Kasim Hoàng Vũ    |                  |         |                            |        |
| Nguyễn Phương Anh | Tình yêu tôi hát |         | Song ca: Cao Thái Sơn      | [ 54 ] |
| Thái Thùy Linh    |                  |         |                            |        |
| Phạm Ngọc Khuê    |                  |         |                            |        |
| Cao Thái Sơn      | Tình yêu tôi hát |         | Song ca: Nguyễn Phương Anh | [ 54 ] |
| Đặng Trần Vi Thảo |                  |         |                            |        |

### Kế quả
5 ca sĩ có số phiếu bình chọn cao nhất do khoảng 500.000 khán giả tham gia bình chọn sau 4 vòng thi:
1. Nguyễn Tùng Dương (73.593 lượt)
2. Kasim Hoàng Vũ (69.965 lượt)
3. Cao Thái Sơn   (36.728 lượt)
4. Phạm Ngọc Khuê (36.579 lượt)
5. Nguyễn Mỹ Dung (36.242 lượt)
2 ca sĩ được Ban tổ chức bình chọn: Nguyễn Phương Anh và Thái Thùy Linh

## Vòng 3 / vòng chung kết 2
Ngày 8 tháng 8 năm 2004, ban tổ chức đã họp báo công bố quy tắc và các thông tin của vòng 3. Từ vòng thi này, các thí sinh sẽ được tự do chọn lựa thể loại nhạc là thế mạnh của bản thân cho mỗi bài thi của mình. Theo thể lệ ban đầu, cuối vòng 3 sẽ chọn ra 3 thí sinh được bình chọn nhiều nhất được vào đêm chung kết. Nhưng trước đên chung kết một vài tiêu chí đã được thay đổi.
Ngày 11 tháng 8 năm 2004, ban tổ chức thông báo thí sinh Cao Thái Sơn đã gửi đơn xin rút tên khỏi cuộc thi vì lí do cá nhân. Thay thế anh là thí sinh Nguyễn Hồng Nhung, người có 33.627 khán giả bình chọn.  Sau khi rời khỏi cuộc thi, Cao Thái Sơn ký hợp đồng độc quyền kéo dài 5 năm với HT Production của ông bầu Hoàng Tuấn.

### Show 1 / tuần 6
Vòng 3 bắt đầu với buổi thi tối 15 tháng 8 năm 2004, với sự tham gia của khách mời là ca sĩ Thanh Lam và nhạc sĩ An Thuyên, ca sĩ Thanh Lam cũng kiêm vai trò thành viên Hội đồng nghệ thuật. Mỹ Dung thể hiện dòng nhạc pop-ballad, Ngọc Khuê và Tùng Dương tiếp tục thể hiện ca khúc của Lê Minh Sơn, Thái Thùy Linh với thể loại rock. Riêng Kasim Hoàng Vũ gây bất ngờ cho khán giả với ca khúc trữ tình, anh cũng là thí sinh dành được nhiều bình chọn nhất từ khán giả với 42.069 lượt. Trong đêm thi này Hội đồng nghệ thuật cũng được đánh giá là sôi nổi và làm việc chỉn chu hơn những đêm thí trước.
| Thí sinh          | Ca khúc               | Tác giả                      | Chú thích     |
| ----------------- | --------------------- | ---------------------------- | ------------- |
| Thái Thùy Linh    | Rêu phong             | Tuấn Khanh                   | [ 42 ] [ 67 ] |
| Nguyễn Hồng Nhung | Con đường thênh thang | Tường Vân                    | [ 42 ] [ 67 ] |
| Nguyễn Tùng Dương | Trăng khát            | Lê Minh Sơn                  | [ 42 ] [ 67 ] |
| Nguyễn Phương Anh | Biển lạnh             | An Thuyên                    | [ 42 ] [ 67 ] |
| Nguyễn Mỹ Dung    | Em sẽ nhớ mãi         | Đức Trí, Bằng Kiều           | [ 42 ] [ 67 ] |
| Phạm Ngọc Khuê    | Chuồn chuồn ớt        | Lê Minh Sơn                  | [ 42 ] [ 67 ] |
| Kasim Hoàng Vũ    | Đường xưa             | Quốc Dũng - Nguyễn Đức Cường | [ 42 ] [ 67 ] |

     Thí sinh có số lượng bình chọn CAO nhất tuần qua tổng đài điện thoại

### Show 2 / tuần 7[68]
Show thứ 2 của vòng 3 diễn ra vào tối 22 tháng 8 tại nhà thi đấu Maximark Cộng hòa, từ đêm thi này, mỗi thí sinh sẽ thể hiện liên tục hai ca khúc. Khách mời củ buổi thi này là ca sĩ Mỹ Tâm. Thí sinh được khán giả bình chọn nhiều nhất show này tiếp tục là Kasim Hoàng Vũ.
| Thí sinh          | Bài thi 1     | Bài thi 1      | Bài thi 2             | Bài thi 2             | Chú thích                   |
| Thí sinh          | Ca khúc       | Tác giả        | Ca khúc               | Tác giả               |                             |
| ----------------- | ------------- | -------------- | --------------------- | --------------------- | --------------------------- |
| Thái Thùy Linh    | Yêu đời       | Nguyễn Dân     | Không thể và có thể   | Phó Đức Phương        | [ 65 ] [ 68 ] [ 69 ] [ 70 ] |
| Nguyễn Hồng Nhung | Phút yêu đầu  | Bảo Lư         | Ngày xa xưa           | Tuấn Hùng- Hồng Nhung | [ 65 ] [ 68 ] [ 69 ] [ 70 ] |
| Nguyễn Tùng Dương | Guitar cho ta | Lê Minh Sơn    | Trăng khuyết          | Lê Minh Sơn           | [ 65 ] [ 68 ] [ 69 ] [ 70 ] |
| Nguyễn Phương Anh | Ước gì        | Võ Thiện Thanh | Ghen                  | Phương Uyên           | [ 65 ] [ 68 ] [ 69 ] [ 70 ] |
| Nguyễn Mỹ Dung    | Vì em yêu anh | Đức Trí        | Xin dành trọn cho anh | Thái Thịnh            | [ 65 ] [ 68 ] [ 69 ] [ 70 ] |
| Phạm Ngọc Khuê    | Để em mơ      | Nguyễn Cường   | Gió mùa về            | Lê Minh Sơn           | [ 65 ] [ 68 ] [ 69 ] [ 70 ] |
| Kasim Hoàng Vũ    | Vậy thôi      | Xuân Thủy      | Hãy đến với em        | Trần Tâm              | [ 65 ] [ 68 ] [ 69 ] [ 70 ] |

     Thí sinh có số lượng bình chọn CAO nhất tuần qua tổng đài điện thoại

### Show 3 / tuần 8
Show cuối cùng của vòng 3 diễn ra tối 29 tháng 8 năm 2004, ca sĩ khách mời là Siu Black với ca khúc Bài ca trên đồi. Trước buổi thi này, ban tổ chức dự định thay đổi hình thức thi, các thí sinh thể hiện một ca khúc có nhạc đệm và một ca khúc không có nhạc đệm. Nhưng cuối cùng, thể lệ cuộc thi được giữ nguyên với hai ca khúc có nhạc đệm. Sau khi Phương Anh cover (hát lại) ca khúc Ước gì của Mỹ Tâm rất thành công trong show 2, tại show này nhiều thí sinh đã học hỏi cô khi mỗi người cũng cover ít nhất 1 ca khúc nổi tiếng. Kasim và Thùy Linh tiếp tục với thể loại rock, ba thí sinh Mỹ Dung, Hồng Nhung, Phương Anh mỗi người biểu diễn hai ca khúc với hai thể loại khác nhau. Tính đến hết show 3, Kasim và Tùng Dương luôn là hai thí sinh nổi bật nhất và chắc chắn có chân vào chung kết. Thứ tự các thí sinh: Kasim Hoàng Vũ, Nguyễn Mỹ Dung, Phạm Ngọc Khuê, Nguyễn Phương Anh, Thái Thùy Linh, Nguyễn Tùng Dương, Nguyễn Hồng Nhung
| Thí sinh          | Bài thi 1         | Bài thi 1      | Bài thi 2               | Bài thi 2      | Chú thích            |
| Thí sinh          | Ca khúc           | Tác giả        | Ca khúc                 | Tác giả        | Chú thích            |
| ----------------- | ----------------- | -------------- | ----------------------- | -------------- | -------------------- |
| Thái Thùy Linh    | Áo xanh           | Tuấn Khanh     | Biển tình yêu           | Nguyễn Đạt     | [ 38 ] [ 71 ] [ 72 ] |
| Nguyễn Hồng Nhung | Vũ điệu thần tiên | Minh Châu      | Chồi xanh               | Minh Châu      | [ 38 ] [ 71 ] [ 72 ] |
| Nguyễn Tùng Dương | Yêu               | Lê Minh Sơn    | Quê nhà                 | Quê nhà        | [ 38 ] [ 71 ] [ 72 ] |
| Nguyễn Phương Anh | Sóng              | Võ Thiện Thanh | Dòng sông không trở lại | Bảo Phúc       | [ 38 ] [ 71 ] [ 72 ] |
| Nguyễn Mỹ Dung    | Trưa vắng         | Huy Tuấn       | Thổn thức một tình yêu  | Trần Huân      | [ 38 ] [ 71 ] [ 72 ] |
| Phạm Ngọc Khuê    | Anh yêu em        | Vũ Quang Trung | Lội dòng sông quê       | Phó Đức Phương | [ 38 ] [ 71 ] [ 72 ] |
| Kasim Hoàng Vũ    | Sài Gòn đêm mưa   | Ngọc Lễ        | Đôi mắt Pleiku          | Nguyễn Cường   | [ 38 ] [ 71 ] [ 72 ] |

Sau show 3, các thí sinh có cuộc giao lưu với các thương binh tại tâm điều dưỡng thương binh nặng Thuận Thành, Bắc Ninh. Vì thế phần bình chọn của khán giả sẽ được kéo dài thành 2 tuần. Sau đó dự định đêm Gala được tổ chức tối 12 tháng 9, Ban tổ chức sẽ công bố danh sách 3 người có số phiếu bầu cao nhất để bước vào đêm chung tổ chức tại nhà thi đấu Maximark vào ngày 19 tháng 9.

## Chung kết

### Thể lệ
Sau buổi giao lưu tại Thuận Thành, Bắc Ninh ngày 5 tháng 9, lịch tổ chức đã được thay đổi. Theo đó, đên chung kết và Gala được gộp làm một để tránh rườm rà.
Đêm chung kết diễn ra tối 12 tháng 9 năm 2004 tại nhà thi đấu Maximark Cộng Hòa, Thành phố Hồ Chí Minh.
Kết quả của tuần 8 được giữ bí mật đến khi bắt đầu đêm chung kết nên vào buổi tổng duyệt cả 7 thí sinh đều tham gia luyện tập các ca khúc của mình. Khách mời của buổi thi cuối cùng này là Thanh Lam và Mỹ Linh.
Theo quy tắc đặt ra từ đầu vòng 2, đêm chung kết chỉ có 3 thí sinh nhưng được tăng lên thành 5 ngay trước khi đêm chung kết diễn ra.

### Thí sinh
5 thí sinh thi trong đêm chung kết gồm 3 thí sinh được khán giả bình chọn qua tổ đài điện thoại: Kasim Hoàng Vũ, Nguyễn Tùng Dương, Nguyễn Mỹ Dung và 2 thí sinh do Hội đồng nghệ thuật chọn lựa: Phạm Ngọc Khuê, Nguyễn Phương Anh. Riêng Tùng Dương được cả hai xuất: khán giả bình chọn và hội đồng nghệ thuật bình chọn. Khác với các buổi thi trước, Hội đồng nghệ thuật sẽ không đưa ra bất cứ bình luận nào mà chỉ hội ý để đưa ra lựa chọn cuối cùng của họ. Mỗi thí sinh biểu diễn lần lượt 2 ca khúc và được phép hát lại ca khúc của những đêm thi trước. Sau phần trong diễn của các thí sinh, nhạc sĩ An Thuyên – khách mời của chương trình – khẳng định cả 5 thí sinh đều là ca sĩ chuyên nghiệp. Trong khi khán giả bình chọn qua tổng đài, ca sĩ Thanh Lam và Mỹ Linh lần lượt cùng 12 thí sinh thể hiện ca khúc Nắng lên và Hương Ngọc Lan. 12 thí sinh cùng nhau thể hiện ca khúc Bay trên những giấc mơ, tiếp theo là những phần trình diễn tam ca, song ca: Một ngày bình yên (Thái Thùy Linh, Phương Anh và Hồng Nhung), Nắng vàng, biển xanh và anh (Ngọc Dung, Mỹ Dung), Những phút giây qua (Liên Hương, Hương Giang). Cuộc thi khép lại với phần trình bày của 12 thí sinh với ca khúc Lời tôi hát của nhạc sĩ Bảo Chấn.
| Thứ tự    | Thí sinh          | Bài thi 1         | Bài thi 1      | Bài thi 2         | Bài thi 2      | Chú thích |
| Thứ tự    | Thí sinh          | Ca khúc           | Tác giả        | Ca khúc           | Tác giả        | Chú thích |
| --------- | ----------------- | ----------------- | -------------- | ----------------- | -------------- | --------- |
| 1         | Nguyễn Mỹ Dung    | Khi giấc mơ về    | Đức Trí        | Dẫu có lỗi lầm    | Hồ Hoài Anh    | [ 77 ]    |
| 2         | Nguyễn Tùng Dương | Ôi quê tôi        | Lê Minh Sơn    | Đen và Trắng      | Trần Tiến      | [ 77 ]    |
| 3         | Kasim Hoàng Vũ    | Đi tìm bóng núi   | An Thuyên      | Chuyện nhỏ        | Tuấn Khanh     | [ 77 ]    |
| 4         | Nguyễn Phương Anh | Ước gì            | Võ Thiện Thanh | Tình 2000         | Võ Thiện Thanh | [ 77 ]    |
| 5         | Phạm Ngọc Khuê    | Chuồn chuồn ớt    | Lê Minh Sơn    | Bên dòng sông Cái | Phó Đức Phương | [ 77 ]    |
| (bị loại) | Nguyễn Hồng Nhung | Cho nhau nụ cười  | Minh Châu      | Yêu dấu đã về     | Minh Châu      | Diễn tập  |
| (bị loại) | Thái Thùy Linh    | Cơn mưa chiều nay | Trần Nhật Tâm  | Yêu đời           | Nguyễn Dân     | Diễn tập  |

     Thí sinh có số lượng bình chọn CAO nhất tuần qua website báo VietNamNet (www.saomai.vietnamnet.vn)
     Thí sinh có số lượng bình chọn CAO nhất tuần qua tổng đài điện thoại
     Thí sinh bị loại, không tham gia thi

### Kết quả
Hai ca sĩ cùng chiến thắng tại Sao Mai điểm hẹn 2004 là Kasim Hoàng Vũ, thí sinh được nhiều khán giả bình chọn nhất qua tổng đài điện thoại với 11.714 lượt và Tùng Dương thí sinh được Hội đồng nghệ thuật bình chọn. Tùng Dương cũng là Ca sĩ được độc giả VietNamNet bình chọn nhiều nhất với 109.277 lượt.
| Thí sinh                                     | Lượt bình chọn | Chú thích     |
| -------------------------------------------- | -------------- | ------------- |
| Nguyễn Mỹ Dung                               | 2.706          | [ 74 ] [ 77 ] |
| Nguyễn Tùng Dương                            | 6.893          | [ 74 ] [ 77 ] |
| Kasim Hoàng Vũ                               | 11.714         | [ 74 ] [ 77 ] |
| Nguyễn Phương Anh                            | 3.379          | [ 74 ] [ 77 ] |
| Phạm Ngọc Khuê                               | 2.739          | [ 74 ] [ 77 ] |
| Có 33.295 lượt bình chọn hợp lễ qua tổng đài |                |               |

## Hậu Sao Mai điểm hẹn
Tuy giải thưởng cho hai quán quân Tùng Dương – Kasim Hoàng Vũ là chuyến tu nghiệp tại Hoa Kỳ, nhưng chuyến đi bị trì hoãn vô thời hạn và cuối cùng được ban tổ chức phải quy ra 50 triệu tiền mặt cho mỗi người. Trong khi lịch tu nghiệp của Tùng Dương bị hoãn vì trùng các show diễn quan trọng, thì chuyến tu nghiệp mà Kasim nhận được chỉ là đi Thái Lan.
Đài Truyền hình Việt Nam từng có lời hứa sản xuất album cho các thí sinh của cuộc thi nhưng không thể thực hiện được, giám khảo Tuấn Khang đã phải bỏ công sức để thực hiện kế hoạch này.

### Tổng kết[74]
- 1.136.162 lượt người bình chọn qua số điện thoại 19001255
- 330.405 lượt người bình chọn qua báo điện tử VietNamNet
- 120 bài hát được trình diễn
- 105 bộ trang phục được các thí sinh sử dụng biểu diễn
- Khoảng 26.000 lượt người đến xem trực tiếp

## Sự kiện bên lề
Ngày 5 tháng 9, trong thời gian nghỉ ngơi trước khi bước vào chung kết, 11 trong số 12 thí sinh của Sao Mai điểm hẹn 2004 đã đã đến thăm Trung tâm điều dưỡng thương binh Thuận Thành, Bắc Ninh và cùng biểu diễn trong đêm giao lưu "Trên quê hương quan họ". Tham gia giao lưu còm có khách mời là nhạc sĩ Trần Tiến.
Một số thí sinh cũng góp mặt biểu diễn tại phòng trà Tiếng Tơ Đồng ở Thành phố Hồ Chí Minh vào đêm 15-9-2004.